# TouchWiz
TouchWiz (ou Samsung TouchWiz) é uma interface de toque do usuário criada, projetada e desenvolvida pela Samsung Electronics com parceiros, apresentando uma interface de usuário completa. Às vezes, é confundida como um sistema operacional. O TouchWiz está disponível apenas em dispositivos Samsung. O TouchWiz é usado internamente pela Samsung para smartphones e tablets, e não está disponível para licenciamento de terceiros. A versão Android do TouchWiz também vem com a loja de aplicativos da Samsung Galaxy Apps, junto com uma variedade de aplicativos desenvolvidos pela Samsung.
A primeira edição da TouchWiz foi lançada em 2008. Esta versão é lançada oficialmente com o original Samsung Solstice em 2009. A última versão da TouchWiz é a TouchWiz 6.0, que está no Samsung Galaxy J1 Mini Prime e a TouchWiz Nature UX 5.0 no Samsung Galaxy J3 (2016) apresenta uma interface de usuário mais refinada em comparação com as versões anteriores encontradas nos telefones antigos da Samsung lançados antes do lançamento do Samsung Galaxy S5. A barra de status agora é transparente durante o modo de tela inicial na TouchWiz Nature UX 2.0 e na TouchWiz Nature UX 2.5. Na TouchWiz 4.0 no Samsung Galaxy S2 e no Samsung Galaxy Note (ambos posteriormente atualizados para o Nature UX), alguns dos recursos adicionados incluem pan e tilt, que fazem uso do acelerômetro e do giroscópio no telefone para detectar movimento. A TouchWiz 5.0 é lançado junto ao sistema no Samsung Galaxy Note 3.
A TouchWiz foi abandonada pela Samsung no final de 2016 em favor da Samsung Experience. O TouchWiz é usado pelos próprios sistemas operacionais da Samsung, Bada e REX, bem como pelos telefones baseados no sistema operacional Android. Ele também está presente em telefones que executam o sistema operacional Tizen.

## Aparelhos rodando o TouchWiz

### SOs da Samsung
- Samsung Jet
- Samsung Preston
- Samsung Solstice
- Samsung Corby
- Samsung Corby II
- Samsung Star
- Samsung Star Lite
- Samsung Star II
- Samsung Tocco
- Samsung Blue Earth

### Android
- Samsung Galaxy S (TouchWiz 3.0)
- Samsung Galaxy A (TouchWiz 4.0)
- Samsung Galaxy 3 (TouchWiz 3.0)
- Samsung Galaxy 5 (TouchWiz 3.0)
- Samsung Galaxy Ace (TouchWiz 3.0)
- Samsung Galaxy Fit (TouchWiz 3.0)
- Samsung Galaxy Gio (TouchWiz 3.0)
- Samsung Galaxy Mini (TouchWiz 3.0)
- Samsung Galaxy Y (TouchWiz 3.0)
- Samsung Galaxy R (TouchWiz 4.0)
- Samsung Galaxy W (TouchWiz 4.0)
- Samsung Galaxy Note (TouchWiz 4.0)
- Samsung Galaxy Note 2 (TouchWiz 4.0)
- Samsung Galaxy S Duos (TouchWiz 4.0)
- Samsung Galaxy S2 Lite (TouchWiz 4.0)
- Samsung Galaxy S2 (TouchWiz 4.0)
- Samsung Galaxy S3 (TouchWiz UX)
- Samsung Galaxy Gran Duos (TouchWiz 4.0)
- Samsung Galaxy S4 (TouchWiz Nature UX 5)
- Samsung Galaxy Tab 8.9 (TouchWiz UX)
- Samsung Galaxy Tab 10.1 (TouchWiz UX)[1]
- Samsung Galaxy Tab 2 7.0 (TouchWiz 4.0)
- Samsung Galaxy Tab 2 10.1 (TouchWiz 4.0)
- Samsung Galaxy Note 10.1 (TouchWiz 4.0)
- Samsung Galaxy Trend (TouchWiz 4.0)
- Samsung Galaxy Fame (TouchWiz 4.0)
- Samsung Galaxy Pocket (TouchWiz 3.0)
- Samsung Galaxy Pocket NEO (TouchWiz 4.1)
- Samsung Core 2 QuadCore (TouchWiz Essence UX)

### Bada
- Samsung Wave 525 (TouchWiz 3.0)
- Samsung Wave 533 (TouchWiz 3.0)
- Samsung Wave 723 (TouchWiz 3.0)
- Samsung Wave S8500
- Samsung Wave II S8530

### Windows Mobile
- Samsung Omnia
- Samsung Omnia II

## Reclamações
A TouchWiz é muito criticada. Usuários reclamam de travamentos, e de muitos aplicativos que já vem pré-instalados nos dispositivos que não podem ser desinstalados. Isso é ruim também para as atualizações do sistema Android, que dificulta mais ainda o trabalho da empresa em liberar atualizações. Metade das reclamações foram finalmente corrigidas com o Android Lollipop, onde a Samsung aplicou um novo rosto para a TouchWiz, com menos alterações, mas ainda pecando nos aplicativos pré-instalados.